# Pertechnéciumsav
A pertechnéciumsav szervetlen vegyület, képlete HTcO4. Technécium-heptoxidból (Tc2O7) állítják elő úgy, hogy vízben oldják vagy oxidáló savakkal – például tömény kénsav, salétromsav, királyvíz, vagy sósav és salétromsav keverékeivel – reagáltatják. A kapott pertechnéciumsav sötétvörös színű, higroszkópos, erős sav, és könnyen ad le protont. A TcO−4 pertechnekát tetraoxo-technekát(VII) anion tömény kénsavban instabil, oktaéderes TcO3(OH)(H2O)2 formává alakul át.

## Fordítás
Ez a szócikk részben vagy egészben  a   Pertechnetic acid című angol Wikipédia-szócikk ezen változatának fordításán alapul.  Az eredeti cikk szerkesztőit annak laptörténete sorolja fel. Ez a jelzés csupán a megfogalmazás eredetét és a szerzői jogokat jelzi, nem szolgál a cikkben szereplő információk forrásmegjelöléseként.